# Kolem Baskicka 2019
59. ročník etapového cyklistického závodu Kolem Baskicka se konal mezi 8. a 13. dubnem 2019 v Baskicku, autonomním společenství na severu Španělska. Celkovým vítězem se stal Španěl Jon Izagirre z týmu Astana před druhým Danem Martinem (UAE Team Emirates) a třetím Emanuelem Buchmannem (Bora–Hansgrohe).

## Týmy
Závodu se účastnilo všech 18 UCI WorldTeamů společně s pěti UCI Professional Continental týmy. Každý z 23 týmů přijel se 7 jezdci, na start se tedy postavilo 161 jezdců. Do cíle v Eibaru dojelo 94 jezdců.
UCI WorldTeamy
- AG2R La Mondiale
- Astana
- Bahrain–Merida
- Bora–Hansgrohe
- CCC Team
- Deceuninck–Quick-Step
- EF Education First
- Groupama–FDJ
- Lotto–Soudal
- Mitchelton–Scott
- Movistar Team
- Team Dimension Data
- Team Ineos
- Team Jumbo–Visma
- Team Katusha–Alpecin
- Team Sunweb
- Trek–Segafredo
- UAE Team Emirates

UCI Professional Continental týmy
- Burgos BH
- Caja Rural–Seguros RGA
- Cofidis
- Euskadi–Murias
- Team Manzana Postobón

## Trasa a etapy
Kompletní trasa závodu byla odhalena 27. února 2019.
| Etapa         | Datum         | Trasa                          | Vzdálenost    | Typ      | Typ                  | Vítěz                       |
| ------------- | ------------- | ------------------------------ | ------------- | -------- | -------------------- | --------------------------- |
| 1             | 8. dubna      | Zumarraga - Zumarraga          | 11,2 km       |          | Individuální časovka | Maximilian Schachmann (GER) |
| 2             | 9. dubna      | Zumarraga - Gorraiz            | 149,5 km      |          | Zvlněná etapa        | Julian Alaphilippe (FRA)    |
| 3             | 10. dubna     | Sarriguren - Estibaliz         | 191,4 km      |          | Zvlněná etapa        | Maximilian Schachmann (GER) |
| 4             | 11. dubna     | Vitoria-Gasteiz - Arrigorriaga | 163,6 km      |          | Středně těžká etapa  | Maximilian Schachmann (GER) |
| 5             | 12. dubna     | Arrigorriaga - Arrate          | 149,8 km      |          | Horská etapa         | Emanuel Buchmann (GER)      |
| 6             | 13 April      | Eibar - Eibar                  | 118,2 km      |          | Horská etapa         | Adam Yates (GBR)            |
| Celková délka | Celková délka | Celková délka                  | Celková délka | 783,7 km | 783,7 km             | 783,7 km                    |

## Průběžné pořadí
| Etapa          | Vítěz                 | Celkové pořadí        | Bodovací soutěž       | Vrchařská soutěž     | Soutěž mladých jezdců |
| -------------- | --------------------- | --------------------- | --------------------- | -------------------- | --------------------- |
| 1              | Maximilian Schachmann | Maximilian Schachmann | Maximilian Schachmann | Daniel Martínez      | Maximilian Schachmann |
| 2              | Julian Alaphilippe    | Maximilian Schachmann | Maximilian Schachmann | Garikoitz Bravo      | Maximilian Schachmann |
| 3              | Maximilian Schachmann | Maximilian Schachmann | Maximilian Schachmann | Garikoitz Bravo      | Maximilian Schachmann |
| 4              | Maximilian Schachmann | Maximilian Schachmann | Maximilian Schachmann | Garikoitz Bravo      | Maximilian Schachmann |
| 5              | Emanuel Buchmann      | Emanuel Buchmann      | Maximilian Schachmann | Alessandro De Marchi | Maximilian Schachmann |
| 6              | Adam Yates            | Jon Izagirre          | Maximilian Schachmann | Adam Yates           | Tadej Pogačar         |
| Konečné pořadí | Konečné pořadí        | Jon Izagirre          | Maximilian Schachmann | Adam Yates           | Tadej Pogačar         |

## Konečné pořadí
| Legenda | Legenda                            | Legenda | Legenda                                 |
| ------- | ---------------------------------- | ------- | --------------------------------------- |
|         | Označuje vítěze celkového pořadí.  |         | Označuje vítěze bodovací soutěže.       |
|         | Označuje vítěze vrchařské soutěže. |         | Označuje vítěze soutěže mladých jezdců. |

### Celkové pořadí
| Pořadí | Jezdec                | Tým               | Čas         |
| ------ | --------------------- | ----------------- | ----------- |
| 1      | Jon Izagirre          | Astana            | 19h 24’ 09” |
| 2      | Dan Martin            | UAE Team Emirates | + 29”       |
| 3      | Emanuel Buchmann      | Bora–Hansgrohe    | + 31”       |
| 4      | Jakob Fuglsang        | Astana            | + 36”       |
| 5      | Adam Yates            | Mitchelton–Scott  | + 51”       |
| 6      | Tadej Pogačar         | UAE Team Emirates | + 1’ 36”    |
| 7      | Mikel Landa           | Movistar Team     | + 2’ 56”    |
| 8      | Mikel Nieve           | Mitchelton–Scott  | + 3’ 13”    |
| 9      | Patrick Konrad        | Bora–Hansgrohe    | + 3’ 29”    |
| 10     | Maximilian Schachmann | Bora–Hansgrohe    | + 3’ 44”    |

### Bodovací soutěž
| Pořadí | Jezdec                | Tým               | Body |
| ------ | --------------------- | ----------------- | ---- |
| 1      | Maximilian Schachmann | Bora–Hansgrohe    | 96   |
| 2      | Adam Yates            | Mitchelton–Scott  | 78   |
| 3      | Jon Izagirre          | Astana            | 76   |
| 4      | Tadej Pogačar         | UAE Team Emirates | 54   |
| 5      | Jakob Fuglsang        | Astana            | 50   |
| 6      | Emanuel Buchmann      | Bora–Hansgrohe    | 40   |
| 7      | Dan Martin            | UAE Team Emirates | 39   |
| 8      | Patrick Konrad        | Bora–Hansgrohe    | 35   |
| 9      | Mikel Landa           | Movistar Team     | 27   |
| 10     | Bauke Mollema         | Trek–Segafredo    | 27   |

### Vrchařská soutěž
| Pořadí | Jezdec               | Tým               | Body |
| ------ | -------------------- | ----------------- | ---- |
| 1      | Adam Yates           | Mitchelton–Scott  | 34   |
| 2      | Alessandro De Marchi | CCC Team          | 30   |
| 3      | Jon Izagirre         | Astana            | 29   |
| 4      | Jakob Fuglsang       | Astana            | 24   |
| 5      | Emanuel Buchmann     | Bora–Hansgrohe    | 15   |
| 6      | Tadej Pogačar        | UAE Team Emirates | 15   |
| 7      | Carlos Verona        | Movistar Team     | 13   |
| 8      | Luis León Sánchez    | Astana            | 12   |
| 9      | Julien Bernard       | Trek–Segafredo    | 12   |
| 10     | Garikoitz Bravo      | Euskadi–Murias    | 12   |

### Soutěž mladých jezdců
| Pořadí | Jezdec                | Tým                   | Čas         |
| ------ | --------------------- | --------------------- | ----------- |
| 1      | Tadej Pogačar         | UAE Team Emirates     | 19h 25’ 45” |
| 2      | Maximilian Schachmann | Bora–Hansgrohe        | + 2’ 08”    |
| 3      | Enric Mas             | Deceuninck–Quick-Step | + 2’ 39”    |
| 4      | Hugh Carthy           | EF Education First    | + 3’ 49”    |
| 5      | Lucas Hamilton        | Mitchelton–Scott      | + 5’ 07”    |
| 6      | Valentin Madouas      | Groupama–FDJ          | + 5’ 30”    |
| 7      | David Gaudu           | Groupama–FDJ          | + 7’ 27”    |
| 8      | Bjorg Lambrecht       | Lotto–Soudal          | + 10’ 07”   |
| 9      | Daniel Martínez       | EF Education First    | + 14’ 20”   |
| 10     | Jonas Vingegaard      | Team Jumbo–Visma      | + 28’ 54”   |